# 沙拉瓦蒂桥
沙拉瓦蒂桥是位於印度卡纳塔克邦霍纳瓦尔的一座铁路桥，于1994年完工。 沙拉瓦蒂桥橫跨舍拉沃蒂河，該大橋也是康坎铁路的一部分。 
它的長度為2,060（6,760英尺）  ，是康坎铁路上最长的桥梁，也是卡纳塔克邦境內最长的铁路桥梁。